# Abbaye Saint-Saulve de Montreuil
L'abbaye de Saint-Saulve  est une ancienne abbaye bénédictine située à Montreuil-sur-Mer, dans le département du Pas-de-Calais.

## Historique
L'abbaye de Montreuil a pris la suite d'une première fondation monastique attestée pour la première fois en 898 dans les Annales de Saint-Bertin et de Saint-Vaast. Il s'agissait d'un « petit monastère » (monasterolium), autour duquel s'était déjà constitué un bourg fortifié. Quelque temps plus tard, après 913, les moines de l'abbaye Saint-Guénolé de Landévennec (Finistère) y trouvèrent refuge après la destruction de leur monastère par les Vikings et créent en 926 l'abbaye Saint-Walloy en l'honneur de saint Walloy, déformation locale du nom de saint Guénolé. Par la suite, la dédicace change et l'abbaye est placée sous le patronage de saint Saulve (Sauve d'Amiens) dont les reliques sont transportées dans l'église de l'abbaye.
En 1235, l'abbé Rénier fut l'objet d'une procédure d'enquête criminelle lancée par le pape Grégoire IX. L'abbé était accusé, entre autres, de simonie, de parjure et d'« incontinence de la chair » (on lui reprochait en particulier de vivre publiquement avec une femme de mœurs légères, qu'il aurait même eu l'audace d'épouser). L'issue de la procédure n'est pas connue.
En mars 1452, l'abbé et les religieux de l'abbaye font réaliser une nouvelle châsse destinée à contenir les reliques de saint Sauve et de saint Ingaud, son disciple. Le transfert dans le nouveau reliquaire a lieu en octobre 1454, en présence de Jean Avantage, évêque d'Amiens, originaire d'Étaples. Dès 1451, celui-ci a favorisé l'abbaye en accordant l'indulgence à tous ceux qui visiteraient l'église du monastère le jour de la fête des deux saints.

## Église abbatiale
Construite au XIIe siècle, l'abbatiale Saint-Saulve occupe l'emplacement d'un monastère plus ancien dédié à saint Walloy (déformation locale du nom de saint Guénolé), fondé par les moines bretons de l'abbaye Saint-Guénolé de Landévennec en 926.
Dans ses dispositions initiales, l'édifice présentait un plan caractéristique des églises de pèlerinage avec chœur à déambulatoire et chapelles rayonnantes.
Reconstruite après la catastrophe naturelle de 1467, l'église est incendiée lors du siège de 1537 et perd définitivement son chœur, son transept et l'étage de ses fenêtres hautes.
Dernier vestige de l'édifice du XIIe siècle, le bloc de façade est constitué d'une tour massive coiffée d'un clocher à lanternon au XVIIIe siècle.
Son portail sculpté a été exécuté après 1467.